# ستيلان سكارسغارد
ستيلان جون سكارسغارد (بالسويدية: Stellan John Skarsgård) هو ممثل سويدي ولد في يوم 13 يونيو 1951 في مدينة غوتينبيرغ في السويد، مثل في عدة أفلام منها Breaking the Waves في 1996 و غود ويل هانتينغ في 1997 و قراصنة الكاريبي: صندوق الرجل الميت في 2006 و قراصنة الكاريبي: في نهاية العالم في 2007 و ماما ميا! والمنتقمون في 2012 و ثور: العالم المظلم في 2013 و شبق في 2013 و المنتقمون: عصر ألترون في 2015.

## الأعمال

### أفلام
| السنة | العنوان                            | الدور       |
| ----- | ---------------------------------- | ----------- |
| 1997  | غود ويل هانتينغ                    |             |
| 1999  | بحر أزرق عميق                      |             |
| 2001  | البيت الزجاجي                      |             |
| 2006  | قراصنة الكاريبي: صندوق الرجل الميت |             |
| 2007  | قراصنة الكاريبي: في نهاية العالم   |             |
| 2007  | الجين القاتل                       |             |
| 2012  | ماما ميا!                          |             |
| 2012  | المنتقمون                          |             |
| 2013  | ثور: العالم المظلم                 |             |
| 2013  | شبق                                |             |
| 2015  | المنتقمون: عصر ألترون              |             |
| 2025  | القيمة العاطفية                    | غوستاف بورغ |

## روابط خارجية
- ستيلان سكارسغارد على موقع IMDb (الإنجليزية)
- ستيلان سكارسغارد على موقع ميتاكريتيك (الإنجليزية)
- ستيلان سكارسغارد على موقع روتن توميتوز (الإنجليزية)
- ستيلان سكارسغارد على موقع مونزينجر (الألمانية)
- ستيلان سكارسغارد على موقع قاعدة بيانات الأفلام العربية
- ستيلان سكارسغارد على موقع قاعدة بيانات الأفلام العربية
- ستيلان سكارسغارد على موقع ألو سيني (الفرنسية)
- ستيلان سكارسغارد على موقع ميوزك برينز (الإنجليزية)
- ستيلان سكارسغارد على موقع تيرنر كلاسيك موفيز (الإنجليزية)
- ستيلان سكارسغارد على موقع أول موفي (الإنجليزية)